# Wade Boteler
Wade Boteler (Santa Ana, 3 ottobre 1888 – Hollywood, 7 maggio 1943) è stato un attore e sceneggiatore statunitense che apparve in oltre quattrocento film tra il 1919 e il 1943.

## Biografia
Nato a Santa Ana, in California, studiò recitazione all'American Academy of Dramatic Arts. Dopo essersi laureato, rimase lì come direttore fino a quando si arruolò nell'esercito al tempo della prima guerra mondiale. Negli anni venti, per tre anni, Boteler lavorò per la  compagnia di produzione di Douglas MacLean sia come attore sia come sceneggiatore.

## Filmografia

### Attore
- A Very Good Young Man, regia di Donald Crisp (1919)
- 23 1/2 Hours' Leave, regia di Henry King (1919)
- Crooked Straight, regia di Jerome Storm (1919)
- The Cup of Fury, regia di T. Hayes Hunter (1920)
- Water, Water, Everywhere
- The False Road, regia di Fred Niblo (1920)
- Let's Be Fashionable, regia di Lloyd Ingraham (1920)
- Lahoma, regia di Edgar Lewis (1920)
- An Old Fashioned Boy, regia di Jerome Storm (1920)
- She Couldn't Help It, regia di Maurice Campbell (1920)
- One Man in a Million, regia di George Beban (1921)
- Ducks and Drakes, regia di Maurice Campbell (1921)
- The Home Stretch, regia di Jack Nelson (1921)
- Stranger Than Fiction, regia di J.A. Barry (1921)
- Blind Hearts regia di Rowland V. Lee (1921)
- Fifty Candles, regia di Irvin Willat (1921)
- The Unfoldment, regia di George Kern, Murdock MacQuarrie (1922)
- At the Sign of the Jack O'Lantern, regia di Lloyd Ingraham (1922)
- The Lying Truth, regia di Marion Fairfax (1922)
- The Woman's Side, regia di J.A. Barry (1922)
- Through a Glass Window, regia di Maurice Campbell (1922)
- Second Hand Rose, regia di Lloyd Ingraham (1922)
- While Satan Sleeps, regia di Joseph Henabery (1922)
- Afraid to Fight, regia di William Worthington (1922)
- Don't Shoot, regia di Jack Conway (1922)
- Ridin' Wild, regia di Nat Ross (1922)
- Deserted at the Altar, regia di William K. Howard, Albert H. Kelley (1922)
- The Great Night, regia di Howard M. Mitchell (1922)
- Around the World in Eighteen Days, regia di B. Reeves Eason, Robert F. Hill - serial cinematografico (1923)
- The Social Buccaneer, regia di Robert F. Hill - serial cinematografico (1923)
- The Ghost Patrol, regia di Nat Ross (1923)
- A Man of Action, regia di James W. Horne (1923)
- Alias the Night Wind, regia di Joseph Franz (1923)
- Il signore delle nuvole (Going Up), regia di Lloyd Ingraham (1923)
- Through the Dark, regia di George W. Hill (1924)
- The Whipping Boss, regia di J.P. McGowan (1924)
- The Phantom Horseman, regia di Robert North Bradbury (1924)
- Hit and Run, regia di Edward Sedgwick (1924)
- Hello, sister! (1933)
- La ragazza più ricca del mondo (The Richest Girl in the World), regia di William A. Seiter (1934)

### Sceneggiatore
- Never Say Die, regia di George Crone (1924)
- Introduce Me, regia di George Crone (1925)
- Seven Keys to Baldpate, regia di Fred C. Newmeyer (1925)
- That's My Baby, regia di William Beaudine (1926)
- Lascia che piova! (Let it Rain), regia di Edward F. Cline (1927)
- Soft Cushions, regia di Edward F. Cline (1927)